# Caines
Caines (en allemand, Kuens) est une commune italienne d'environ 400 habitants située dans la province autonome de Bolzano dans la région du Trentin-Haut-Adige dans le nord-est de l'Italie.

## Répartition des langues
Selon le recensement de 2011, la plupart des habitants (96 %) parlent l'allemand comme langue maternelle, 3,5 % parlent l'italien nativement et 0,5 % le ladin.

## Toponyme
Le toponyme est attesté pour la première fois en 720 comme Cainina, Cheines, Chains, Caihas, Kaims, Kayns ou Kuens et dérive probablement d'une forme pré-romaine Cainavum.

## Société

### Répartition linguistique
La quasi-totalité de la population de Caines est de langue maternelle allemande
| Répartition linguistique (recensement 2001) | allemand : 97,10 % |
| Répartition linguistique (recensement 2001) | italien : 2,90 %   |
| Répartition linguistique (recensement 2001) | ladin : 0,00 %     |

## Blason

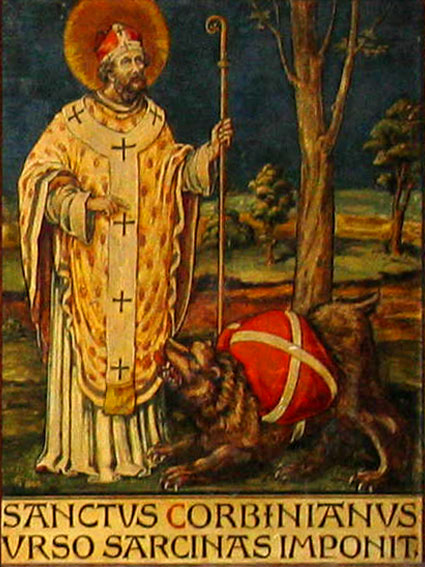
Sanctus Corbinianus urso sarcinas imponit - Saint Corbinien ordonne à l'ours de porter ses bagages

Le blason représente un évêque avec un manteau rouge, la mitre et l'auréole dorées ; dans sa main droite il tient la crosse en or. Un ours brun, avec une charge attachée sur le dos, marche au côté de l'évêque. L'évêque représenté est saint Corbinien de Freising, qui avait des possessions dans la région et, selon la légende, certains vergers dans le pays. Le blason actuel a été adopté en 1968.

## Administration
| Période                                  | Période | Identité   | Étiquette              | Qualité |
| ---------------------------------------- | ------- | ---------- | ---------------------- | ------- |
| 2005                                     | 2010    | Alois Kuen | Südtiroler Volkspartei |         |
| 2010                                     | 2015    | Alois Kuen | Südtiroler Volkspartei |         |
| Les données manquantes sont à compléter. |         |            |                        |         |

### Communes limitrophes
Les communes limitrophes sont  Rifiano, Scena et Tyrol.